# The Fugitive
The Fugitive a második szóló stúdióalbuma Tony Banks angol énekes-dalszerzőnek, a Genesis együttes billentyűsének. Eredetileg 1983 júniusában jelent meg, hanglemezen és CD-n is kiadták.

## Számlista

### A oldal
1. "This Is Love" - 5:11
2. "Man of Spells" - 3:46
3. "And the Wheels Keep Turning" - 4:48
4. "Say You'll Never Leave Me" - 4:32
5. "Thirty Three's" - 4:33

### B oldal
1. "By You" - 4:29
2. "At the Edge of Night" - 6:03
3. "Charm" - 5:27
4. "Moving Under" - 6:01